# Tommy Taylor
Thomas Taylor – detto Tommy – (Barnsley, 29 gennaio 1932 – Monaco di Baviera, 6 febbraio 1958) è stato un calciatore inglese, di ruolo attaccante.
È deceduto nel disastro aereo di Monaco di Baviera.

## Carriera

### Nazionale
Tra il 1953 ed il 1957 ha totalizzato complessivamente 19 presenze e 16 reti con la maglia della nazionale inglese.

## Statistiche

### Cronologia presenze e reti in nazionale
| Cronologia completa delle presenze e delle reti in nazionale ― Inghilterra | Cronologia completa delle presenze e delle reti in nazionale ― Inghilterra | Cronologia completa delle presenze e delle reti in nazionale ― Inghilterra | Cronologia completa delle presenze e delle reti in nazionale ― Inghilterra | Cronologia completa delle presenze e delle reti in nazionale ― Inghilterra | Cronologia completa delle presenze e delle reti in nazionale ― Inghilterra | Cronologia completa delle presenze e delle reti in nazionale ― Inghilterra | Cronologia completa delle presenze e delle reti in nazionale ― Inghilterra |
| Data                                                                       | Città                                                                      | In casa                                                                    | Risultato                                                                  | Ospiti                                                                     | Competizione                                                               | Reti                                                                       | Note                                                                       |
| -------------------------------------------------------------------------- | -------------------------------------------------------------------------- | -------------------------------------------------------------------------- | -------------------------------------------------------------------------- | -------------------------------------------------------------------------- | -------------------------------------------------------------------------- | -------------------------------------------------------------------------- | -------------------------------------------------------------------------- |
| 17-5-1953                                                                  | Buenos Aires                                                               | Argentina                                                                  | 0 – 0                                                                      | Inghilterra                                                                | Amichevole                                                                 | -                                                                          |                                                                            |
| 24-5-1953                                                                  | Ñuñoa                                                                      | Cile                                                                       | 1 – 2                                                                      | Inghilterra                                                                | Amichevole                                                                 | 1                                                                          |                                                                            |
| 31-5-1953                                                                  | Montevideo                                                                 | Uruguay                                                                    | 2 – 1                                                                      | Inghilterra                                                                | Amichevole                                                                 | 1                                                                          |                                                                            |
| 3-4-1954                                                                   | Glasgow                                                                    | Scozia                                                                     | 2 – 4                                                                      | Inghilterra                                                                | Qual. Mondiali 1954                                                        | -                                                                          |                                                                            |
| 16-5-1954                                                                  | Belgrado                                                                   | Jugoslavia                                                                 | 1 – 0                                                                      | Inghilterra                                                                | Amichevole                                                                 | -                                                                          |                                                                            |
| 23-5-1954                                                                  | Budapest                                                                   | Ungheria                                                                   | 7 – 1                                                                      | Inghilterra                                                                | Amichevole                                                                 | -                                                                          |                                                                            |
| 17-6-1954                                                                  | Basilea                                                                    | Inghilterra                                                                | 4 – 4                                                                      | Belgio                                                                     | Mondiali 1954 - 1º turno                                                   | -                                                                          |                                                                            |
| 20-6-1954                                                                  | Berna                                                                      | Inghilterra                                                                | 2 – 0                                                                      | Svizzera                                                                   | Mondiali 1954 - 1º turno                                                   | -                                                                          |                                                                            |
| 14-4-1956                                                                  | Glasgow                                                                    | Scozia                                                                     | 1 – 1                                                                      | Inghilterra                                                                | Torneo Interbritannico 1955                                                | -                                                                          |                                                                            |
| 9-5-1956                                                                   | Londra                                                                     | Inghilterra                                                                | 4 – 2                                                                      | Brasile                                                                    | Amichevole                                                                 | 2                                                                          |                                                                            |
| 16-5-1956                                                                  | Solna                                                                      | Svezia                                                                     | 0 – 0                                                                      | Inghilterra                                                                | Amichevole                                                                 | -                                                                          |                                                                            |
| 20-5-1956                                                                  | Helsinki                                                                   | Finlandia                                                                  | 1 – 5                                                                      | Inghilterra                                                                | Amichevole                                                                 | -                                                                          | 44’                                                                        |
| 26-5-1956                                                                  | Berlino                                                                    | Germania Ovest                                                             | 1 – 3                                                                      | Inghilterra                                                                | Amichevole                                                                 | -                                                                          |                                                                            |
| 6-10-1956                                                                  | Belfast                                                                    | Irlanda del Nord                                                           | 1 – 1                                                                      | Inghilterra                                                                | Torneo Interbritannico 1950                                                | -                                                                          |                                                                            |
| 28-11-1956                                                                 | Londra                                                                     | Inghilterra                                                                | 3 – 0                                                                      | Jugoslavia                                                                 | Amichevole                                                                 | 2                                                                          | 30’                                                                        |
| 5-12-1956                                                                  | Wolverhampton                                                              | Inghilterra                                                                | 5 – 2                                                                      | Danimarca                                                                  | Qual. Mondiali 1958                                                        | 3                                                                          |                                                                            |
| 8-5-1957                                                                   | Londra                                                                     | Inghilterra                                                                | 5 – 1                                                                      | Irlanda                                                                    | Qual. Mondiali 1958                                                        | 3                                                                          |                                                                            |
| 15-5-1957                                                                  | Copenaghen                                                                 | Danimarca                                                                  | 1 – 4                                                                      | Inghilterra                                                                | Qual. Mondiali 1958                                                        | 2                                                                          |                                                                            |
| 19-5-1957                                                                  | Dublino                                                                    | Irlanda                                                                    | 1 – 1                                                                      | Inghilterra                                                                | Qual. Mondiali 1958                                                        | -                                                                          |                                                                            |
| 19-10-1957                                                                 | Cardiff                                                                    | Galles                                                                     | 0 – 4                                                                      | Inghilterra                                                                | Torneo Interbritannico 1957                                                | -                                                                          |                                                                            |
| 6-11-1957                                                                  | Londra                                                                     | Inghilterra                                                                | 2 – 3                                                                      | Irlanda del Nord                                                           | Torneo Interbritannico 1957                                                | -                                                                          |                                                                            |
| 27-11-1957                                                                 | Londra                                                                     | Inghilterra                                                                | 4 – 0                                                                      | Francia                                                                    | Amichevole                                                                 | 2                                                                          |                                                                            |
| Totale                                                                     |                                                                            | Presenze                                                                   | 19                                                                         |                                                                            | Reti                                                                       | 16                                                                         |                                                                            |

## Palmarès

### Club

#### Competizioni nazionali
- Campionato inglese: 2

Manchester United: 1955-1956, 1956-1957
- Community Shield: 2

Manchester United: 1956, 1957